# Харц
Харц је планина у северној Немачкој. То је најсевернија планина у Немачкој, и налази се на граници држава Доње Саксоније, Саксонија-Анхалта и Тирингије. Име Харц је пореклом из старог високог немачког језика и значи „шума“.
Харц је дугачак 95 km (правац југоисток-северозапад) и широк 35 km.  Површина му је око 2000 km², а највиши врх је Брокен на 1141 m. 
- Долина Боде
- Долина Боде

Планина Харц се дели на Горњи Харц на северозападу и Доњи Харц на југоистоку. 
Горњи Харц је виши и богат је шумама јеле, док се Доњи Харц полако спушта ка низији и испреплетен је шумама и ливадама. 
До 19. века, на овој планини су постојали рудници сребра. 
Планина Харц је популарна туристичка дестинација. Део планине је заштићен као национални парк. 